# Лопнур
Лопну́р (рос. Лопнур, марій. Лопнур) — присілок у складі Моркинського району Марій Ел, Росія. Входить до складу Себеусадського сільського поселення.

## Населення
Населення — 55 осіб (2010; 70 у 2002).
Національний склад (станом на 2002 рік):
- лучні марійці — 99 %